# ラッピーパイ
ラッピーパイ（英: rappie pie）とは、カナダのノバスコシア州南西部、ニューブランズウィック州、一部のプリンスエドワードアイランド州においてフランス系移民（アカディア人）に食べられている伝統料理。ラピュアパイ（英: rapure pie）、ラペ（仏: râpée）、ラピュア（仏: râpure）とも呼ばれる。フランス語で「すりおろす」を意味する râpée が語源。パイというよりキャセロール料理の一種で、すりおろしたジャガイモを濾し布（チーズクロス）で絞って水分を減らし、その代わりにチキンブロスを吸わせたものをオーブン皿に敷きつめ、具材を乗せた上からさらにおろしジャガイモを被せて焼く。具材には鶏肉のほか豚肉、ラード、鹿肉、塩漬け肉、貝、タマネギなどが用いられる。カリッとした皮の下は糊か濃いポリッジのようにねっちりした食感になる。焼いた上から糖蜜、バター、ラード、アップルソースなどをかける場合もある。誕生日など特別な機会に食べる料理で、作成に労力を要するため、近年では市販のすりおろしジャガイモのミックスを用いるのが一般的である。

## 歴史
ラッピーパイを生み出したのは、18世紀半ばに起きたアカディア人の追放によって米国マサチューセッツ州に居住することを強いられた集団だと考えられている。強制移住は異なる移民集団どうしが接触・交流する機会でもあり、それぞれの文化が互いにレシピを伝え合うことになった。ジャガイモをすりおろして用いる調理法をアカディア人に伝えたのはドイツ系もしくはスイス系の移民だったと思われるが、いずれにせよ、追放令解除後にノバスコシアや沿海州に帰還したアカディア人にとっては貴重な学びとなった。かれらの肥沃な故地は、農地の供与を約束されてニューイングランドから北上してきた国王派に奪われていたのである。手付かずのまま残されていた石の多い痩せた土地は、ほかの作物はさておきジャガイモには最適だった。そこでアカディア人はなんであれその土地で獲れる狩猟肉から料理を作り、ジャガイモで増量したのだった。

## 関連項目

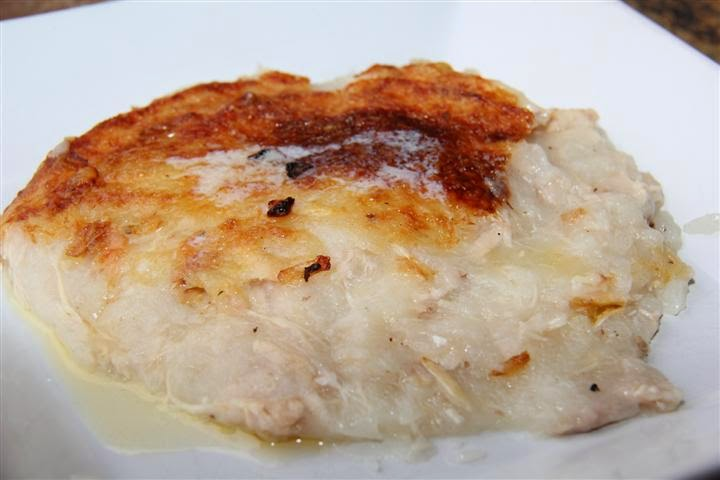
表面に焼き目がついたラッピーパイ。